# Fiat OM 512 / 513 R
Le Fiat OM 512R est tracteur lourd, le remplaçant du premier tracteur agricole lourd à roues fabriqué par la division Fiat Trattori du géant italien Fiat.
Le modèle Fiat OM 512R à roues a été présenté en 1959 et, comme souvent, sous les deux marques Fiat et OM. Moins de deux ans plus tard, il a été remplacé par le 513R. Cette gamme a aussi été fabriquée sous licence en France par Fiat Someca sous le nom SOM 511 et en Argentine.

## Histoire
Après avoir commercialisé avec succès les versions à chenilles 50C & 50L dès 1946, la version à chenilles 52C en 1947 et la version à roues 50R en 1948, le constructeur italien décide de lancer une gamme à roues distincte qu'il nomme Fiat OM 512R.
Le nouveau modèle 512R, reprend bonne partie de la mécanique et l'aspect esthétique du 50R mais introduit une grande nouveauté au niveau de la transmission qui augmente le nombre de rapports de la boîte de vitesses avec, en plus, un avantage énorme, le double embrayage PDF ce qui le rendait semi-indépendant, un avantage décisif pour l’utilisation des nouveaux accessoires.

## Fiat 513R
Le Fiat OM 512R a été commercialisé pendant à peine deux ans car il a reçu un accueil mitigé. Bien qu'équipé d'une mécanique réputée, il était affublé d'une esthétique obsolète, reprise de l'ancienne gamme, ce qui a semble-t-il déplu aux potentiels acquéreurs qui portaient attention aussi à l'esthétique.
Le constructeur italien n'avait d'autre choix que d'apporter sans délai les corrections pour inverser la situation. Il présenta à l'automne 1960 un nouveau modèle, le Fiat OM 513R  avec un style de carrosserie entièrement revu et modene, respectant les critères en vogue à l'époque.
Même si le 513R ne pouvait être classé parmi les modèles neufs attendu que l'on retrouvait toutes les caractéristiques techniques du précédent 512R, il a été accueilli comme tel. Ce fut un grand succès commercial avec une réputation de robustesse sans égal et des prestations très enviées par les concurrents. Les très nombreux exemplaires encore en service en sont la meilleure preuve de qualité.
En 1966, le constructeur Fiat OM apporte un bouleversement complet dans la composition de son offre de modèles avec la volonté d'unifier sa gamme en lançant la Série Diamantre qui maintient une offre de modèles très abondante mais sous une même ligne de carrosserie. On y retrouve d'ailleurs le Fiat OM 513R qui, sous la nouvelle carrosserie et plusieurs mises à jour techniques figure sous l'appellation Fiat OM 615.

## Caractéristiques techniques

### Fiat OM 512R
Ce tracteur dispose d'un châssis à structure mixte. Le moteur et le bloc transmission sont supportés par un châssis extérieur.
Le moteur est un Fiat-OM diesel à injection directe SPICA type OM CO1D/
Ces deux tracteurs sont équipés du même moteur diesel Fiat-OM 4 cylindres de 4,125 cm3 développant (50 kW) 62 Ch DIN à 1.750 tr/min.
Comme toujours dans le groupe Fiat Trattori, sur les marchés d'exportation, les tracteurs sont commercialisés uniquement sous la marque Fiat, sauf en Suisse où la marque OM était distribuée dans le réseau Saurer avec l'ajout de la marque Bucher à l'avant.

### Fiat OM 513R
Il dispose du même châssis à structure mixte que le 512. Le moteur qui a équipé la 1re série de 1960 est un Fiat-OM type OM CO1D/60 de 4,125 cm3 développant 62 Ch à 1.750 tr/min.
Le moteur qui a équipé la seconde série en 1962 est un Fiat-OM diesel à injection directe double turbulence SPICA type OM CO2D/65 de 4,395 cm3 de 65 Ch à 1.750 tr/min.
La transmission comporte un embrayage bidisque à deux étages (boîte et PDF) commandé par une seule pédale, avec une boîte de vitesses à 3 rapports AV et 1 AR et réducteur incorporé plus une prise directe, soit un total de 7 vitesses AV et 2 AR. La PDF est normalisée ASAE 1"3/8.

## Modèles dérivés

### France

#### Fiat Someca 511
Le modèle Fiat Someca SOM 50 a été remplacé par le Som 55 en 1961, équipé du même moteur Fiat-OM CO1D de 4,156 cm3 mais dont la puissance avait été portée à 55 Ch à 1.750 tr/min. En 1962, le Super 55 bénéficia d'un nouveau moteur Fiat-OM CO2D/60 de 4,397 cm3 développant 60 Ch à 1.750 tr/min.
En 1964, pour remplacer le Super 55, en 1964, Fiat Someca présente le nouveau 511, version française du Fiat OM 513R.
Construit en France par la filiale Fiat Someca, le Fiat Someca 511 est semblable au Fiat OM 513R, mais équipé du moteur diesel à injection directe Fiat-OM CO2D/50 de 4,397 cm3 développant 55 Ch à 1.600 tr/min.
Par rapport à l'original italien, il disposait de barres de réaction inversées sur l'essieu avant, une direction déplacée sur la gauche, d'une installation électrique sous 12V (au lieu de 24V), frein de parking à cricket sur la pédale (pas de frein à main) et des accessoires provenant des petits constructeurs français.

### Fiat Someca 612[1]
Ce modèle a été présenté en 1964 et est venu renforcer l'offre du constructeur. C'est une évolution du 511R avec l'adjonction du système "Amplicouple" sur la transmission. Equipé du même moteur diesel à injection directe Fiat-OM CO2D/60 de 4,397 cm3 mais dont la puissance avait été portée à 65 Ch à 1.750 tr/min.
Le système Amplicouple, breveté par le groupe Fiat, permet de réduire la vitesse d'avancement par simple action sur un levier à main et d'augmenter de 50% l'effort de traction du tracteur. Ce dispositif a été mis au point afin de faciliter le labour dans les terrains difficiles ou en pente.
Comme pour la maison mère Fiat Trattori, le Fiat Someca 615 remplacera les modèles Fiat Someca 511R et 612R en 1966 au sein de la nouvelle Série Diamante.

### Argentine

#### Fiat 650 / 700
Ces deux modèles ont été fabriqués par la filiale argentine de  Fiat Trattori à la Ferreyra, Fiat Concord, dans la province de Córdoba,.
- Le Fiat 650, a été commercialisé de 1967 à 1979. Il a connu au moins 5 Equipé du même moteur diesel à injection directe Fiat OM CO1/50 de 4,156 cm3 développant 62 Ch à 1.750 tr/min avec un couple de 6,5 mkg à 1.500 tr/min. Avec son empattement de 2,510 mm, la longueur hors tout du tracteur mesurait 3,663 mm et la voie avant était modulable de 1.380 à 2,030 mm, la voie arrière de 1.7150 à 2,000 mm. Une amplitude peu commune à l'époque.

Plusieurs autres versions sont venues compléter la gamme, Fiat 700S et 700E en 1971, 700C (cañero - canne à sucre) version rehaussée avec une garde au sol de 830 mm et le Fiat 700U en 1978. La gamme Fiat 800 lui succédera à partir de 1974.
Plusieurs autres versions sont venues compléter la gamme, Fiat 650U, 650E et tricycle, 650cañero (canne à sucre) version rehaussée avec une garde au sol de 830 mm. La gamme Fiat 700 viendra élargir l'offre.
- Le Fiat 700 Standard, a été commercialisé de 1970 à 1979. Il a connu au moins 5 Equipé du même moteur diesel à injection directe Fiat OM CO1/50 de 4,156 cm3 développant 64 Ch à 1.900 tr/min avec un couple de 6,5 mkg à 1.500 tr/min. Ce tracteur avait un empattement de 2,340 mm pour une longueur de 3,710 mm de longueur et la voie avant était modulable de 1.380 à 2,030 mm, la voie arrière de 1.418 à 2,018 mm. Une amplitude peu commune à l'époque.

Plusieurs autres versions sont venues compléter la gamme, Fiat 700S et 700E en 1971, 700C (cañero - canne à sucre) version rehaussée avec une garde au sol de 830 mm et le Fiat 700U en 1973. La gamme Fiat 800 lui succédera à partir de 1974.